# Liste der Langlaufgebiete in Italien
Die folgende Liste enthält Langlaufgebiete in Italien. Die meisten Loipen befinden sich im alpinen Norden Italiens, insbesondere in der Region Trentino-Südtirol. Es gibt aber auch Langlaufloipen im Apennin, wie z. B. in den Abruzzen oder am Abetone. Eine weitere Ausnahme ist die Langlaufloipe in den Monti Nebrodi auf Sizilien.
Die Liste erhebt keinen Anspruch auf Vollständigkeit.
| Langlaufgebiet                                     | Region                  | Klassisch (km) | Skating (km) | Verbund            |
| -------------------------------------------------- | ----------------------- | -------------- | ------------ | ------------------ |
| Sexten – Innichen – Toblach – Niederdorf – Prags   | Trentino-Südtirol       | 236            | 236          | Dolomiti NordicSki |
| Alta Badia                                         | Trentino-Südtirol       | 25             | 25           | Dolomiti NordicSki |
| Antholzer Tal                                      | Trentino-Südtirol       | 60             | 60           | Dolomiti NordicSki |
| Aprica                                             | Lombardei               | 10,2           | 10,2         |                    |
| Auronzo di Cadore – Misurina – Lorenzago di Cadore | Venetien                | 25             | 25           |                    |
| Bardonecchia                                       | Piemont                 |                |              |                    |
| Bormio                                             | Lombardei               | 48             | 48           |                    |
| Breuil-Cervinia – Valtournenche                    | Aostatal                | 3              |              |                    |
| Brusson                                            | Aostatal                | 72,5           | 72,5         |                    |
| Campitello di Fassa – Mazzin di Fassa              | Trentino-Südtirol       | 16,8           | 16,8         |                    |
| Canazei – Fassatal                                 | Trentino-Südtirol       | 7,75           | 7,75         |                    |
| Casa Corti di Valbondione                          | Lombardei               |                |              |                    |
| Asiago                                             | Venetien                | 500            | 500          |                    |
| Claviere                                           | Piemont                 | 10             | 10           |                    |
| Cogne / Gran Paradiso                              | Aostatal                | 80             | 80           |                    |
| Comelico                                           | Venetien                | 20             | 20           | Dolomiti NordicSki |
| Cortina d’Ampezzo                                  | Venetien                | 71             | 56           | Dolomiti NordicSki |
| Courmayeur – Val Ferret                            | Aostatal                | 22             | 22           |                    |
| Villnöß                                            | Trentino-Südtirol       | 22             | 22           |                    |
| Reschenpass                                        | Trentino-Südtirol       | 29,5           | 29,5         | Venosta Nordic     |
| Forni di Sopra – Lorenzago di Cadore               | Venetien                | 13             | 13           | Dolomiti NordicSki |
| Gitschberg / Jochtal                               | Trentino-Südtirol       | 25             | 25           |                    |
| Gressoney                                          | Aostatal                | 24             | 24           |                    |
| Grosser St. Bernhard                               | Aostatal                | 55             | 55           |                    |
| Gsieser Tal – Welsberg-Taisten                     | Trentino-Südtirol       | 48             | 48           | Dolomiti NordicSki |
| Hafling – Falzeben                                 | Trentino-Südtirol       | 3,5            | 3,5          |                    |
| Kronplatz                                          | Trentino-Südtirol       | 250            | 250          |                    |
| La Thuile / La Rosiere                             | Aostatal                | 17             |              |                    |
| Ladurns/Pflerschtal                                | Trentino-Südtirol       | 7,5            | 7,5          |                    |
| Lago di Tesero – Fleimstal                         | Trentino-Südtirol       | 27,8           | 27,8         | SuperNordicSkipass |
| Limone Piemonte                                    | Piemont                 | 8              | 8            |                    |
| Livigno                                            | Lombardei               | 30             | 30           |                    |
| Malga Ciapela                                      | Venetien                | 7,5            | 7,5          |                    |
| Martell                                            | Trentino-Südtirol       | 24             | 24           | Venosta Nordic     |
| Ollomont – Bionaz                                  | Aostatal                | 31             | 31           |                    |
| Passo Lavazè – Passo Oclini (Fleimstal)            | Trentino-Südtirol       | 80             | 80           |                    |
| Passo San Pellegrino – Alochet                     | Trentino-Südtirol       | 17,7           | 15,8         | SuperNordicSkipass |
| Val di Zoldo                                       | Venetien                | 60             | 60           |                    |
| Pfelders / Pfelderer Tal                           | Trentino-Südtirol       | 17             | 17           |                    |
| Pfitsch                                            | Trentino-Südtirol       | 21             | 21           |                    |
| Pian di Casa – Pradibosco                          | Friaul-Julisch Venetien | 7,5            | 7,5          |                    |
| Piancavallo                                        | Friaul-Julisch Venetien | 2              | 2            |                    |
| Piani di Bobbio                                    | Lombardei               | 10             | 10           |                    |
| Pinzolo                                            | Trentino-Südtirol       | 5              | 5            |                    |
| Pozza di Fassa – Ciancoal                          | Trentino-Südtirol       | 9              | 9            |                    |
| Pragelato                                          | Piemont                 |                |              |                    |
| Ratschings                                         | Trentino-Südtirol       | 48             | 48           |                    |
| Rhêmes-Notre-Dame                                  | Aostatal                | 13             | 13           |                    |
| Rittner Horn – Ritten                              | Trentino-Südtirol       | 3,5            | 3,5          |                    |
| St. Vigil – Kronplatz                              | Trentino-Südtirol       | 23             | 23           |                    |
| Santa Caterina Valfurva                            | Lombardei               | 15             | 15           |                    |
| Sarntal – Pensertal                                | Trentino-Südtirol       | 19             | 19           |                    |
| Sauris                                             | Friaul-Julisch Venetien | 9              | 9            |                    |
| Schnalstal                                         | Trentino-Südtirol       | 7              | 7            |                    |
| Schwemmalm / Ultental                              | Trentino-Südtirol       | 30,5           | 30,5         |                    |
| Seiser Alm – Gröden                                | Trentino-Südtirol       | 80             | 80           | Dolomiti NordicSki |
| Ski Center Latemar                                 | Trentino-Südtirol       | 100            | 100          |                    |
| St-Barthélemy – Nus – Verrayes                     | Aostatal                | 32             | 32           |                    |
| Stilfser Joch                                      | Trentino-Südtirol       | 12             | 12           |                    |
| Sulden                                             | Trentino-Südtirol       | 7              | 7            | Venosta Nordic     |
| Tauferer Ahrntal                                   | Trentino-Südtirol       | 51             | 51           | Dolomiti NordicSki |
| Torgnon                                            | Aostatal                | 40             | 40           |                    |
| Trafoi                                             | Trentino-Südtirol       | 6              | 6            |                    |
| Val di Sole / Cogolo – Mezzana – Ossana – Rabbi    | Trentino-Südtirol       | 31             | 31           |                    |
| Vermiglio                                          | Trentino-Südtirol       | 20             | 20           | SuperNordicSkiPass |
| Gröden – St. Christina                             | Trentino-Südtirol       | 24             | 24           |                    |
| Gröden – St. Ulrich                                | Trentino-Südtirol       | 60             | 60           |                    |
| Gröden – Wolkenstein                               | Trentino-Südtirol       | 38,5           | 38,5         |                    |
| Valbruna – Val Saisera – Tarvis                    | Friaul-Julisch Venetien | 15             | 15           |                    |
| Valchiavenna                                       | Lombardei               | 5              |              |                    |
| Valle Brembana                                     | Lombardei               | 10             |              |                    |
| Valmalenco                                         | Lombardei               | 38,5           | 38,5         |                    |
| Valsavarenche                                      | Aostatal                | 28             | 28           |                    |
| Watles – Schlinig                                  | Trentino-Südtirol       | 15             | 15           | Venosta Nordic     |
| Welschnofen – Karersee                             | Trentino-Südtirol       | 6              | 6            |                    |
| Abetone                                            | Toskana                 | 8              | 8            |                    |
| Monti Nebrodi                                      | Sizilien                | 2              | 2            |                    |
| Gröden – Wolkenstein                               | Trentino-Südtirol       | 38,5           | 38,5         |                    |
| Viote, Monte Bondone                               | Trentino-Südtirol       | 37             | 37           | SuperNordicSkipass |
| Passo Cereda – Primiero                            | Trentino-Südtirol       | 15             | 15           | SuperNordicSkipass |
| Imèr                                               | Trentino-Südtirol       | 4              | 4            | SuperNordicSkipass |
| Passo Campo Carlo Magno                            | Trentino-Südtirol       | 22             | 22           | SuperNordicSkipass |
| Passo Coe                                          | Trentino-Südtirol       | 35             | 35           | SuperNordicSkipass |
| Millegrobbe Vezzena                                | Trentino-Südtirol       | 35             | 35           | SuperNordicSkipass |
| Marcialonga                                        | Trentino-Südtirol       | 27             | 27           | SuperNordicSkipass |
| Falcade                                            | Venetien                | 10             | 10           | SuperNordicSkipass |
| Valle di Gares                                     | Venetien                | 7,5            | 7,5          | SuperNordicSkipass |
| Alta Lessinia                                      | Venetien                | 50             | 50           | SuperNordicSkipass |
| Andalo                                             | Trentino-Südtirol       | 11             | 11           |                    |
| Il Ceppo, Monti della Laga                         | Abruzzen                | 6              | 6            |                    |
| Santo Stefano di Sessanio                          | Abruzzen                |                |              |                    |
| Castel del Monte, Fonte Pietrattina                | Abruzzen                |                |              |                    |
| Piano di Pezza                                     | Abruzzen                |                |              |                    |
| Opi                                                | Abruzzen                | 16             | 16           |                    |
| Bosco di Sant’Antonio                              | Abruzzen                |                |              |                    |
| Colle Melosa                                       | Ligurien                | 5              | 5            |                    |
| Calizzano                                          | Ligurien                | 4,6            | 4,6          |                    |